# Powstanie w Kronsztadzie (1906)
Powstanie w Kronsztadzie (ros. Кронштадтское восстание – Kronsztadskoje wosstanije) – zbrojny bunt marynarzy Floty Bałtyckiej oraz części żołnierzy garnizonu w Kronsztadzie, jeden z buntów w armii i flocie Imperium Rosyjskiego podczas rewolucji 1905–1907 roku. Powstanie wybuchło 18 lipca?/31 lipca 1906 r. i zostało stłumione 20 lipca?/2 sierpnia 1906 r.

## Tło wydarzeń
W 1905 r. w Kronsztadzie stacjonowało 9 tys. marynarzy Floty Bałtyckiej i 4 tys. żołnierzy. Latem tego roku wśród marynarzy powtarzały się problemy z dyscypliną, wybuchały zamieszki z powodu złego wyżywienia. Wydanie manifestu październikowego jesienią 1905 r. wywołało nową falę niepokojów wśród marynarzy, którzy zażądali m.in. skrócenia czasu służby, wydania lepszego umundurowania, lepszego traktowania przez oficerów i zgody na udział w wiecach politycznych. 26 października?/8 listopada 1905 r. w Kronsztadzie doszło do otwartego, zbrojnego buntu. Został on stłumiony w ciągu dwóch dni, a ponad dwa tysiące osób podejrzanych o udział w nim zostało aresztowanych.
Mimo tych aresztowań, partie rewolucyjne – socjaldemokraci (bez podziału na bolszewików i mienszewików) oraz eserowcy – nadal prowadziły działalność na terenie Kronsztadu. Pod presją żołnierzy i marynarzy obydwie partie utworzyły wspólną organizację i ściśle koordynowały podejmowane działania. Tak powstała Kronsztadzka Organizacja Wojskowa dążyła do wywołania kolejnego zbrojnego powstania i przygotowywała się do niego od wiosny 1906 r. Impulsem do jego wybuchu stała się decyzja o rozwiązaniu Dumy Państwowej 8 lipca?/21 lipca 1906 r. Spodziewając się gwałtownej reakcji na rozwiązanie parlamentu, w przededniu ogłoszenia decyzji o rozwiązaniu Dumy Państwowej policja aresztowała większość obserwowanych wcześniej działaczy Socjaldemokratycznej Partii Robotników Rosji w Kronsztadzie. Zatrzymani zostali również marynarze i żołnierze, którzy wcześniej w imieniu swoich jednostek występowali w Kronsztadzie na zgromadzeniach i wiecach. Minister marynarki wojennej zabronił również wpuszczania jakichkolwiek okrętów do kronsztadzkiego portu, chyba że za jego osobistą zgodą. Zgodnie z poleceniem Organizacji Wojskowej, marynarze nie zareagowali na aresztowania, oczekując na sygnał do wszczęcia powstania.

## Przebieg powstania
Eserowcy, którzy w większości uniknęli aresztowań, zintensyfikowali przygotowania do buntu. Dążyli do tego, by powstanie marynarzy wybuchło w tym samym terminie w całej Flocie Bałtyckiej. W tym celu nawiązali kontakt z organizacjami rewolucyjnymi w twierdzy Sveaborg w Helsingforsie (w Wielkim Księstwie Finlandii), gdzie eserowcy i bolszewicy również, niezależnie od siebie, przygotowywali powstanie. Rewolucjoniści ustalili, że gdy tylko będą gotowi do działania w Helsingforsie, powiadomią o tym Kronsztad, tam wybuchnie powstanie, a po przekazaniu zwrotnej informacji o jego wybuchu rozpocznie się wystąpienie również w fińskim garnizonie. W tym samym czasie miały też wybuchnąć powstania w Rewlu (Estonia pod panowaniem rosyjskim) i na okrętach Floty Bałtyckiej, które następnie miały zainicjować bunt w samym Petersburgu (stolicy Imperium Rosyjskiego), wymuszając na carze zwołanie Konstytuanty. Plan Organizacji Wojskowych był rozwijany niezależnie od planów komitetów centralnych obydwu partii. Kierownictwo partii eserowskiej zamierzało czekać z wywołaniem powstania do momentu, gdy rewolucję masowo poprą chłopi. Podobnie sceptycznie do planów wystąpienia jeszcze w lipcu 1906 r. nastawione było kierownictwo partii bolszewickiej. Stało ono na stanowisku, że przygotowania do powstania należało kontynuować, natomiast podjęcie walki latem 1906 r. było przedwczesne choćby z uwagi na niedostateczne poparcie dla rewolucji wśród żołnierzy przebywających w Kronsztadzie pułków piechoty. Ostatecznie powstanie wybuchło niezależnie od wątpliwości liderów obu partii, gdyż szeregowi działacze organizacji parli do szybkiego podjęcia walki, a Organizacja Wojskowa uległa ich naleganiom.
17 lipca?/30 lipca 1906 r. wybuchł bunt w twierdzy Sveaborg. Następnego dnia marynarze dowiedzieli się o nim z gazet. Do kronsztadzkich rewolucjonistów dotarł również telegram z informacją, jakoby zbuntowane załogi okrętów skierowały już okręty z Helsingforsu do Kronsztadu. Chociaż wcześniej, po spotkaniu z delegacją Petersburskiej Organizacji Wojskowej bolszewików, kronsztadzcy działacze zgodzili się odłożyć wystąpienie, teraz marynarze żądali natychmiastowego podjęcia walki. W obliczu buntu w Sveaborgu zarówno partia bolszewicka, jak i eserowcy porzucili wcześniejsze wątpliwości i postanowili poprzeć bunt. Bolszewicy wezwali również swoje lokalne organizacje i sympatyków w Libawie, Rewlu i Ust'-Dwinsku do rozpoczęcia protestów ulicznych i wyprowadzenia na ulice marynarzy i żołnierzy. Do Kronsztadu przybyli dwaj działacze Petersburskiej Organizacji Wojskowej bolszewików oraz przedstawiciel komitetu centralnego partii Dmytro Manuilski.
Bunt rozpoczęli, zgodnie z ułożonym przez eserowców planem, saperzy i minerzy. Plan zakładał, iż opanują oni fort Konstanty i czterema wystrzałami z jego dział wezwą garnizon do buntu. Faktycznie minerzy i saperzy, łącznie ok. 1000 ludzi, rozpoczęli powstanie zgodnie z planem, zabijając przy tym dwóch oficerów. Artylerzyści fortu odmówili jednak przyłączenia się do buntu, uniemożliwili powstańcom użycie dział i przejęcie zapasów amunicji artyleryjskiej w forcie.

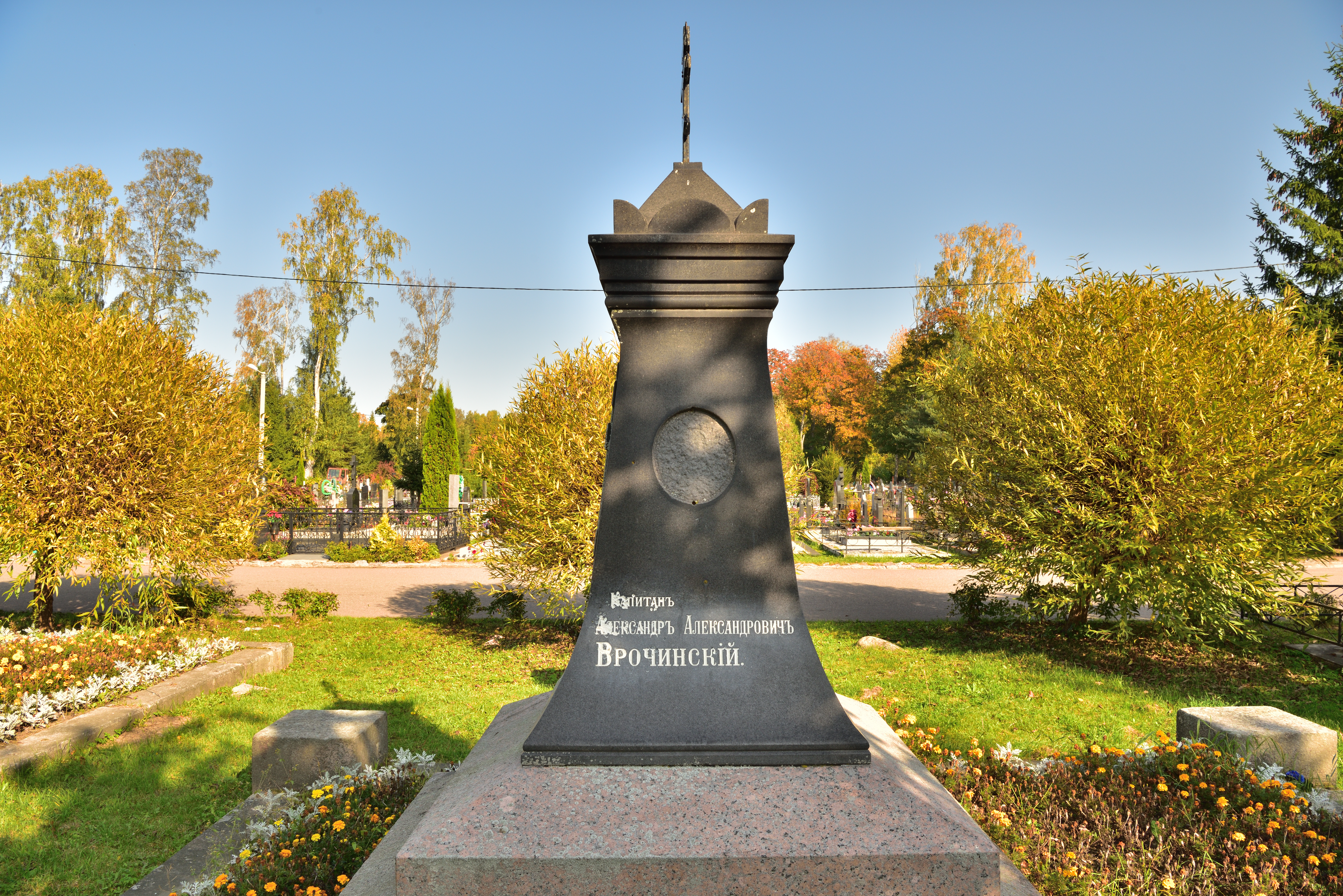
Grób pułkownika Aleksandrowa i kapitana Wroczinskiego, zabitych przez zbuntowanych żołnierzy podczas powstania

Mimo braku sygnału z fortu powstanie wszczęło również ok. 6000 marynarzy 1 i 2 dywizji Floty Bałtyckiej. Powstańcami z 1 dywizji dowodził Fiodor Onipko, były deputowany do Dumy (frakcja trudowików), w 2 dywizji dowództwo przejął marynarz, eserowiec Jegorow. Zadaniem marynarzy z 1 dywizji było przejęcie poczty, telegrafu, arsenału, komisariatów policji w Kronsztadzie oraz budynku dowództwa twierdzy. Planowano również, że przekonają oni żołnierzy 94 Jenisejskiego pułku piechoty do przyłączenia się do powstania. Marynarze 2 dywizji zamierzali opanować pozostałe forty twierdzy kronsztadzkiej. Buntownicy uwięzili oficerów, a pięciu z nich zabili. Z rąk marynarzy zginął m.in. kapitan I rangi Aleksandr Rodionow. Do marynarzy przyłączył się szkolny oddział artylerzystów oraz drużyny robotników w sile ok. 400 osób. Powstańcy byli bardzo słabo uzbrojeni i źle dowodzeni.
Powstańcom udało się opanować niewielki arsenał, gdzie zdobyli znacznie mniej broni, niż się spodziewali. Uderzenie na budynek poczty i telegrafu zostało odparte. Lokalne władze w Kronsztadzie poznały plan powstania na krótko przed jego wybuchem. 94 Jenisejski pułk piechoty zachował lojalność wobec cara. Pułk ten oraz Finlandzki pułk lejbgwardii uderzyły na zbuntowanych marynarzy niemal natychmiast po tym, gdy ci wyszli z koszar. Marynarze poddali się niemal bez walki. Podobnie poddali się saperzy i minerzy w forcie Konstanty, widząc, że zostali otoczeni.
Powstanie zostało całkowicie stłumione do 20 lipca?/2 sierpnia 1906 r. W tym samym dniu upadło powstanie w Sveaborgu. Klęską zakończył się również bunt marynarzy na krążowniku Pamiat’ Azowa.

## Skutki

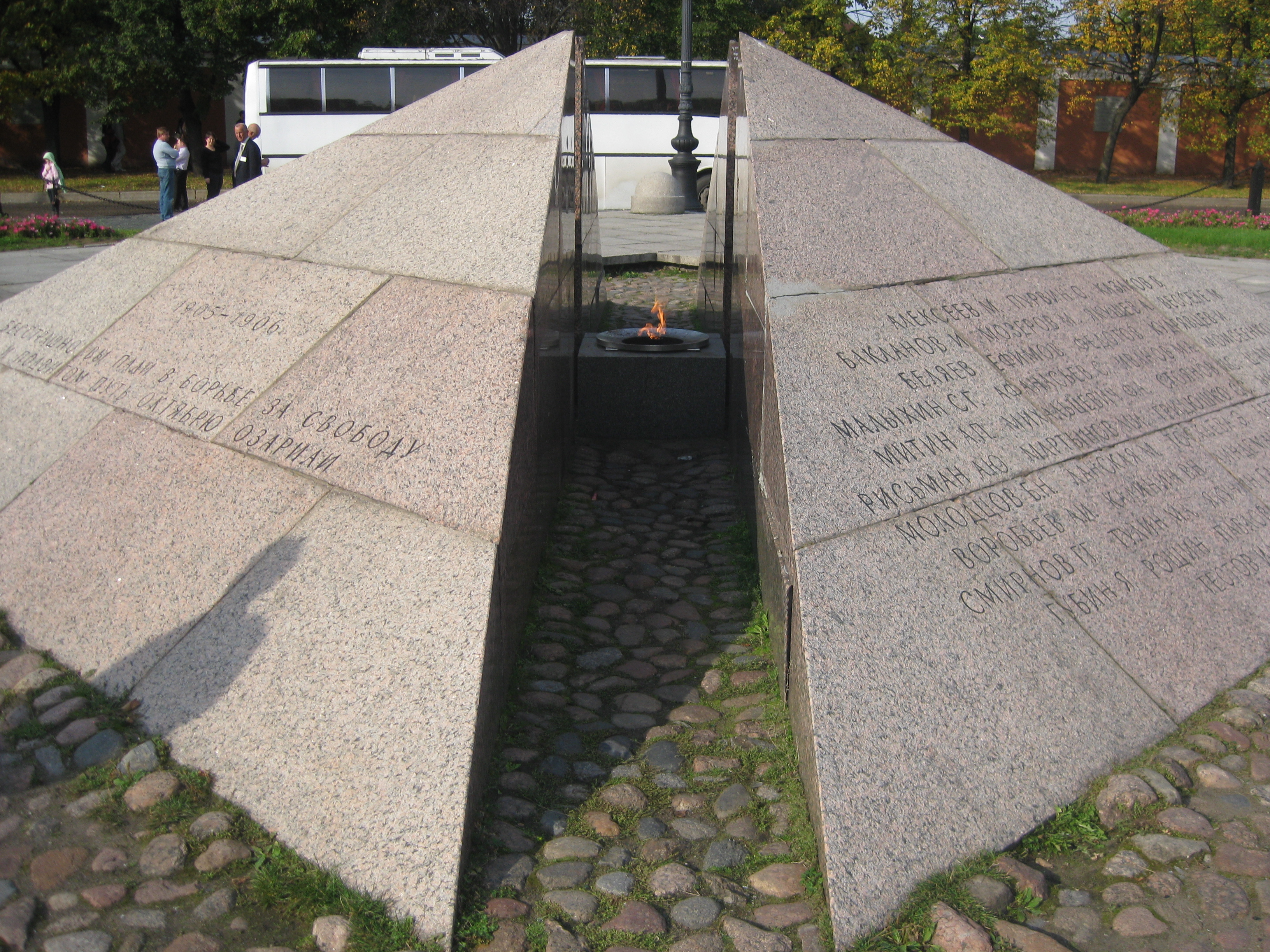
Pomnik marynarzy-rewolucjonistów

Podczas powstania zginęło 20 marynarzy, zaś 48 zostało rannych. Z rąk powstańców zginęło 8 osób, w tym siedmiu oficerów, pięciu innych oficerów oraz jeden z kapelanów okrętowych zostało rannych. Ponad trzy tysiące osób – w większości marynarzy, ale również 80 osób cywilnych – podejrzewanych o udział w buncie zostało aresztowanych. Z tej liczby 130 osób zostało skazanych na katorgę, 316 – na kary więzienia, 935 – skierowane do oddziałów karnych. Spośród minerów, którzy poddali się w forcie Konstanty, siedmiu zostało skazanych na śmierć przez sąd polowy tego samego dnia, 20 lipca?/2 sierpnia 1906 r., i natychmiast straconych.
Uczestników powstań w Kronsztadzie w 1905 i 1906 r., którzy zginęli podczas walk lub zostali skazani na śmierć i straceni, upamiętnia pomnik z wiecznym ogniem w centrum Kronsztadu, odsłonięty w 1975 r. Jest on zarazem upamiętnieniem marynarzy, którzy walczyli po stronie bolszewików podczas rewolucji październikowej i wojny domowej w Rosji.